# Selma Alispahić
Selma Alispahić, née le 10 mars 1970 à Tuzla, à l’époque en Yougoslavie, est une actrice bosnienne de théâtre et de cinéma.

## Biographie
Elle est née en 1970. Lorsqu'elle termine sa deuxième année du lycée à l'âge de 16 ans, elle a l’opportunité de poursuivre au sein de l’Académie d'art dramatique de Tuzla pour apprendre le métier de comédien, avec notamment comme professeur un acteur bosnien bien connu Boro Stjepanović (en). Elle en sort en 1990, en ayant commencé à jouer pour le Théâtre de Tuzla, puis,  en troisième année, en étant mise à contribution par le Théâtre national de Sarajevo. 
Après quelques années à Sarajevo, elle vit et travaille à Londres de 1992 à 1997. Elle joue notamment au Royal National Theatre, mais aussi pour la compagnie théâtrale Young Vic. Elle obtient le rôle principal dans le film Elgar's Tenth Muse: The Life of an English Composer,  sur l’'histoire de la relation entre la violoniste Jelly d'Arányi et le compositeur anglais Edward Elgar.En 1998, elle revient en Bosnie-Herzégovine, son pays qui a dû se reconstruire après une longue période de guerre, entre différents pays isssus de l'ancienne Yougoslavie. Elle y devient membre permanente de la troupe théâtrale du Théâtre de guerre de Sarajevo (SARTR) (en), une compagnie fondée en 1992 à Sarajevo durant le siège de cette ville. 
Elle joue dans les principaux succès de cette compagnie, notamment ¡Ay, Carmela!, la pièce de l’Espagnol José Sanchis Sinisterra sur la guerre civile et le fascisme, ou encore  Rechnitz, une pièce d’Elfriede Jelinek, prix Nobel de littérature, mise en scène par Sabine Mitterecker et consacrée à l'assassinat de centaines de juifs à Rechnitz en 1945 et au silence qui a suivi ce crime commis au nom de la pureté ethnique. La pièce est jouée à Sarajevo, habitée surtout par des Bosniens, puis à Mostar les jours suivants, ville de la communauté croate, avant Srebrenica, lieu du massacre de 8 000 bosniens, située en république serbe de Bosnie. Elle est également prévue à Zagreb, et envisagée à Belgrade
Ces pièces  trouvent un écho particulier auprès des publics ayant vécu la guerre de Bosnie-Herzégovine. « Soigner les blessures prendra du temps », explique-t-elle, « seules les nouvelles générations pourront le faire ».

## Théâtre
- Katarina Kosača
- Čežnja i smrt Silvije Plat
- ¡Ay, Carmela!
- Hasanaginica
- Hamdibeg
- Učene žene
- Rechnitz

## Filmographie

### Longs métrages
- 2000 : Mliječni put (en) (titre anglais : Milky Way)
- 2007 : Elgar's Tenth Muse: The Life of an English Composer
- 2011 : Broken Mussels
- 2013 : A Stranger
- 2013 : Selam

### Television
- 1995 : Bliss
- 2011 : Bez rizika

### Courts métrages
- 2000 : Igraj do kraja
- 2012 : Priča bez kraja